# Ptychadena ingeri
Ptychadena ingeri é uma espécie de anfíbio da família Ranidae.
Pode ser encontrada nos seguintes países: República Democrática do Congo e possivelmente em Sudão.
Os seus habitats naturais são: savanas húmidas, campos de gramíneas de baixa altitude subtropicais ou tropicais sazonalmente húmidos ou inundados, rios, pântanos, marismas de água doce e marismas intermitentes de água doce.